# Polar Music Prize
Polar Music Prize – nagroda przyznawana osobom oraz instytucjom za wybitne osiągnięcia w dziedzinie muzyki. Została ustanowiona w 1989 roku przez Stiga Andersona. Zarówno nominowani, jak i laureaci wybierani są przez kilkunastoosobowy komitet składający się z przedstawicieli przemysłu muzycznego oraz członków rodziny fundatora. Jest wręczana w sztokholmskiej filharmonii przez króla Karola XVI Gustawa. Laureaci otrzymują milion szwedzkich koron. Polar Music Prize jest nieoficjalnie określana mianem muzycznej Nagrody Nobla. 

## Historia
Ufundowana w 1989 roku przez Stiga Andersona, twórcę tekstów piosenek i producenta muzycznego, znanego przede wszystkim jako menadżera zespołu ABBA. Anderson przeznaczył na ten cel 42 miliony koron szwedzkich, uzyskane dzięki sprzedaży wytwórni płytowej Polar Music. Zwykle przyznawane są dwie nagrody: jedna z nich trafia do artysty z kręgu muzyki popularnej, a druga do osoby/instytucji związanej z muzyką poważną. Pierwszymi laureatami, uhonorowanymi w 1992 roku, byli Paul McCartney oraz kraje bałtyckie (za wspieranie dziedzictwa muzycznego i formowanie organizacji chroniących prawa wykonawców, współpracujących z innymi na arenie międzynarodowej). Rok później pierwszym i jak dotąd jedynym polskim zdobywcą nagrody został Witold Lutosławski.

## Laureaci
2025 – Queen, Herbie Hancock i Barbara Hannigan
2024 – Nile Rodgers i Esa-Pekka Salonen
2023 – Angelique Kidjo, Arvo Pärt i Chris Blackwell
2022 – Iggy Pop i Ensemble intercontemporain
2020 – Anna Nietriebko i Diane Warren
2019 – Anne-Sophie Mutter, Grandmaster Flash i Playing for Change
2018 – Metallica, The Afghanistan National Institute of Music
2017 – Sting i Wayne Shorter
2016 – Cecilia Bartoli i Max Martin
2015 – Emmylou Harris i Evelyn Glennie
2014 – Chuck Berry i Peter Sellars
2013 – Youssou N’Dour i Kaija Saariaho
2012 – Yo-Yo Ma i Paul Simon
2011 – Kronos Quartet i Patti Smith
2010 – Ennio Morricone i Björk
2009 – José Antonio Abreu i El Sistema & Peter Gabriel
2008 – Renée Fleming i Pink Floyd
2007 – Sonny Rollins i Steve Reich
2006 – Walerij Giergijew i Led Zeppelin
2005 – Dietrich Fischer-Dieskau i Gilberto Gil
2004 – György Ligeti i B.B. King
2003 – Keith Jarrett
2002 – Sofija Gubajdulina i Miriam Makeba
2001 – Karlheinz Stockhausen, Burt Bacharach i Robert Moog
2000 – Isaac Stern i Bob Dylan
1999 – Iannis Xenakis i Stevie Wonder
1998 – Ray Charles i Ravi Shankar
1997 – Eric Ericson i Bruce Springsteen
1996 – Pierre Boulez i Joni Mitchell
1995 – Mstisław Rostropowicz i Elton John
1994 – Nikolaus Harnoncourt i Quincy Jones
1993 – Witold Lutosławski i Dizzy Gillespie
1992 – Paul McCartney i Państwa bałtyckie (Estonia, Łotwa i Litwa)